# Mighty Mouse (personaggio)
Mighty Mouse, noto anche come Supermouse o Supertopo, è un personaggio dei cartoni animati, prodotto da Terrytoons e distribuito da 20th Century Fox. La sua prima apparizione risale al 1942, nel cortometraggio animato The Mouse of Tomorrow.

## Caratteristiche
Mighty Mouse è un topo supereroe con grandi poteri, invaghito della bella Principessa, Perla Candida. Viene in genere raffigurato con testa e torace ipersviluppati, e vita e gambe più sottili. Nonostante il suo primo costume fosse azzurro, con mantello e stivali rossi (gli stessi colori di Superman, di cui è chiaramente una parodia), in seguito adottò il costume giallo e rosso con cui è quasi sempre raffigurato. Anche i suoi poteri erano inizialmente gli stessi del più celebre supereroe Kryptoniano, vale a dire capacità di volare, superforza, supervisione e invulnerabilità, anche se in alcune occasioni Mighty Mouse mostra di avere altre abilità, come la capacità di spostare gli oggetti col pensiero o quella di modificare lo scorrere del tempo. Vive nella città immaginaria di Mouseville, dove si trova spesso a combattere con vari supercriminali, in genere perfidi gatti antropomorfi.

## Storia editoriale
Il personaggio fu creato da uno degli autori dei TerryToons Studios, Izzy Klein, che ebbe l'idea di un piccolo animale antropomorfo con grandi poteri. L'idea originaria prevedeva una mosca, e Klein aveva concepito Superfly. Il direttore dello studio Paul Terry lo modificò in un topo, e lo battezzò Super Mouse. Nel 1944, dal momento che un altro personaggio con lo stesso nome era in progetto e sarebbe uscito nello stesso periodo sulle pagine di una rivista a fumetti, Terry modificò il nome del suo personaggio in Mighty Mouse.
Dopo una discreta carriera cinematografica, nel 1955 Paul Terry vendette i diritti televisivi del personaggio alla CBS, e Mighty Mouse divenne una presenza fissa della programmazione per ragazzi del sabato mattina fino agli anni '80. Nel 1987 una nuova serie di avventure di Mighty Mouse fu realizzata per la CBS da Ralph Bakshi. Bakshi, secondo i canoni più classici del genere supereroistico, introdusse un'identità civile per Mighty Mouse, ovvero quella di Mike Mouse, e gli affiancò un compagno, il giovane orfano Scrappy Mouse. Sebbene sempre destinata ad un pubblico di bambini, questa serie aveva un tono più satirico, e fu duramente criticata per un episodio in cui Mighty Mouse, dopo uno scontro, riprendeva le forze sniffando una polvere bianca. Gli autori si difesero dall'accusa di incitare il consumo di cocaina sostenendo che si trattava di polvere di fiori tritati, ma alla fine della seconda stagione lo show non fu più prodotto.
Mighty Mouse è comparso nei fumetti fin dal 1946, pubblicato dalla Timely Comics. In seguito è stato pubblicato da numerose case editrici, fino al 1990, anno dell'ultima serie pubblicata in 10 numeri dalla Marvel Comics, basata sulla versione del personaggio di Ralph Bakshi.
Negli anni '90 e 2000 il personaggio è comparso in un videogioco arcade della Atari e in uno spot pubblicitario. Nel 2010 è stato commercializzato un DVD che raccoglie il materiale della serie a cartoni animati del 1987 Mighty Mouse: The New Adventures. Un film sul personaggio, prodotto dalla rete televisiva Nickelodeon e realizzato in CGI era previsto per il 2013.

## Serie animate
- Mighty Mouse Playhouse (1955-1965)
- The Mighty Heroes (21 episodi, 1966-1967)
- The New Adventures of Mighty Mouse and Heckle & Jeckle (32 episodi, 1979-1981)
- Mighty Mouse: The New Adventures (19 episodi, 1987-1988)

## Pubblicazioni a fumetti
- Mighty Mouse nn. 1-4, Timely Comics, 1946.
- Mighty Mouse nn. 5-67, St. John Publications, 1947–1955.
- Mighty Mouse nn. 68-83, Pines Comics, 1956–1959.
- The Adventures of Mighty Mouse nn. 126-128, St. John Publications, 1955 (fino al n. 125 la testata era una rivista contenitore chiamata Terry's Comics).
- The Adventures of Mighty Mouse nn. 129-144, Pines Comics, 1956–1959.
- The Adventures of Mighty Mouse nn. 145-155, Dell Comics, 1959–1961.
- The Adventures of Mighty Mouse nn. 156-160, Gold Key, 1962–1963.
- Mighty Mouse nn. 1-10, Marvel Comics, 1990 (basata sulla continuity della serie animata Mighty Mouse: The New Adventures del 1987-88).